# Tractat de la Haia (1698)
El Tractat de la Haia de 1698 o Primer Tractat de Partició fou un tractat signat l'11 d'octubre de 1698 entre el Regne d'Anglaterra i el Regne de França.
El tractat fou un intent de resoldre el problema de successió al tron espanyol en un moment que el govern estava en mans de la mare de Carles II de Castella i els seus partidaris, i des de petit s'havien fet evidents les xacres mentals i físiques del rei, i ja en 1668 França i Àustria havien signat en secret el tractat de Grémonville pel qual es repartirien les possessions de la Corona espanyola si Carles II moria sense descendència.
El tractat proposava com a hereu Josep Ferran de Baviera i que Lluís, el Gran Delfí obtingués el Regne de Nàpols, Sicília i el Gran Ducat de Toscana, mentre que l'arxiduc Carles VI obtenia els Països Baixos espanyols i Leopold I de Lorena rebia el Ducat de Milà, alhora que cedia el Ducat de Lorena i Bar al Delfí.
El rei Carles II de Castella es va oposar a aquest acord, ja que significava la divisió de l'imperi Espanyol, cosa que desitjava impedir a qualsevol cost. L'any 1699 després de la prematura mort de Josep Ferran de Baviera, França i Anglaterra van signar un nou acord, conegut amb el nom de Segon Tractat de Partició. Finalment, Carles II va llegar totes les seves possessions al segon fill del Delfí, Felip d'Anjou. A la mort de Carles, el rei Lluís XIV de França va renunciar als acords del tractat i així va acceptar el testament de Carles II que afavoria clarament els seus interessos. Aquests factors van dur al començament de la Guerra de Successió Espanyola, que va començar el 1701 amb la invasió imperial del ducat de Milà comandada per Eugeni de Savoia.